# Rock and Roll All Nite
Rock and Roll All Nite ist ein Song der US-amerikanischen Rockband Kiss aus dem Jahr 1975. Er erschien zunächst auf ihrem Album Dressed to Kill. Zusammen mit dem Song Getaway wurde es als ihre fünfte Single veröffentlicht und entwickelte sich zu einem ihrer „Signature-Songs“. Er wurde auf fast jedem Konzert seit 1976 gespielt.

## Entstehung
Rock and Roll All Nite wurde von Paul Stanley und Gene Simmons geschrieben, während sich die Band auf der Hotter than Hell Tour in Los Angeles befand. Allerdings sagte Stanley während eines Konzerts in der Cobo Hall in Detroit am 26. Januar 1976, es sei ein Song, der in und für Detroit geschrieben wurde. Die Hotter than Hell Tour endete bereits vorzeitig im Februar 1975, als Neil Bogart, der Gründer und Präsident von Casablanca Records, Kiss ins Studio beorderte, um einen Nachfolger zu Hotter Than Hell aufzunehmen, da die Verkäufe des Albums stagnierten und nicht den Erwartungen des Labels entsprachen. Daher sollte die Band eine „Hymne“ aufnehmen, wozu Rock and Roll All Nite dienen sollte. Der Song war inspiriert vom Slade-Song Mama Weer All Crazee Now.

## Rezeption
Greg Prato von Allmusic nannte ihn „the band’s most instantly identifiable song“.

## Kommerzieller Erfolg

### Chartplatzierungen
Rock and Roll All Nite platzierte sich auf Platz 68 der Billboard Hot 100.
Studioversion
| ChartsChartplatzierungen       | Höchstplatzierung | Wochen |
| ------------------------------ | ----------------- | ------ |
| Vereinigte Staaten (Billboard) | 68 (6 Wo.)        | 6      |

Liveversion
| ChartsChartplatzierungen       | Höchstplatzierung | Wochen |
| ------------------------------ | ----------------- | ------ |
| Vereinigte Staaten (Billboard) | 12 (14 Wo.)       | 14     |

| ChartsJahrescharts (1976)      | Platzierung |
| ------------------------------ | ----------- |
| Vereinigte Staaten (Billboard) | 95          |

### Auszeichnungen für Musikverkäufe
| Land/Region                  | Auszeichnungen für Musikverkäufe (Land/Region, Auszeichnung, Verkäufe) | Verkäufe |
| ---------------------------- | ---------------------------------------------------------------------- | -------- |
| Brasilien (PMB)              | Gold                                                                   | 30.000   |
| Neuseeland (RMNZ)            | Platin                                                                 | 30.000   |
| Spanien (Promusicae)         | Gold                                                                   | 30.000   |
| Vereinigtes Königreich (BPI) | Silber                                                                 | 200.000  |
| Insgesamt                    | 1× Silber · 2× Gold · 1× Platin ·                                      | 290.000  |